# Albrecht von Wertheim
Albrecht von Wertheim (mort le 19 mai 1421) est prince-évêque de Bamberg de 1399 à sa mort.

## Biographie
Albrecht, aussi appelé Albert, vient de la Maison de Wertheim (de).
Au moment de sa nomination, le pape est Boniface IX.
Albrecht continue les réformes de son prédécesseur Lambert de Buren dont il était le coadjuteur. Il maintient la réorganisation du diocèse et crée de nouvelles paroisses. Il poursuit les politiques d'alliance avec les dirigeants voisins.
L'épitaphe d'Albrecht von Wertheim se trouve dans la cathédrale de Bamberg, il est du genre du gothique international.

### Source, notes et références
- (de) Cet article est partiellement ou en totalité issu de l’article de Wikipédia en allemand intitulé « Albrecht von Wertheim » (voir la liste des auteurs).